# Velay
 (octobre 2008).
Si vous disposez d'ouvrages ou d'articles de référence ou si vous connaissez des sites web de qualité traitant du thème abordé ici, merci de compléter l'article en donnant les références utiles à sa vérifiabilité et en les liant à la section « Notes et références ».
Le Velay [vəlɛ], prononcé localement [vəle], est une région naturelle française correspondant à une ancienne province située au sud-est du Massif central. Il correspond à l'ancien territoire gaulois des Vellavii que mentionne Jules César, ou des Velauni qui apparaissent sur les cartes de Ptolémée. Ses limites naturelles sont bien délimitées par le relief et les cours d'eau.
Le comté épiscopal du Velay fut longtemps rattaché à l'ancien Languedoc royal dont il constituait l'état le plus septentrional. Il forme aujourd'hui les deux tiers est du département de la Haute-Loire (région Auvergne-Rhône-Alpes).
Les habitants du Velay sont appelés les Vellaves, plus rarement Velauniens ou Velauniennes.
La ville principale est le Puy-en-Velay, préfecture du département de la Haute-Loire.

## Géographie
Le Velay forme avec le Vivarais l'est du Massif central, entre la vallée de l'Allier à l'ouest et la ligne de partage des eaux de la Loire et du Rhône. C'est une région de moyenne montagne dont le point le plus élevé est le Puei Vuei, sommet des monts du Mézenc, à 1 753 m.
Le relief du Velay s'articule autour du massif du Meygal (1 436 m) qui constitue le centre du pays. Il comprend :
- à l'est et au nord-est, le plateau granitique et le versant occidental de la chaîne des Boutières ;
- au sud, le plateau basaltique du Mézenc (formant avec le Meygal l'ensemble géologique volcanique dit du Velay oriental) ;
- à l'ouest et au sud-ouest, le bassin du Puy-en-Velay, la plaine de l'Emblavez et le plateau volcanique du Velay occidental, surmonté de la longue chaîne du Devès (1 421 m) ;
- au nord, le plateau granitique de Craponne-sur-Arzon.

Le relief du plateau est interrompu par des vallées profondes, notamment celles de la Loire, du Lignon du Velay ou de la Dunières.
Sur le plan historique, on distinguait jusqu'à la Révolution française deux subdivisions principales de part et d'autre du massif du Meygal :
- le Velay decà-les-bois, dominé par la ville du Puy, au sud-ouest ;
- le Velay delà-les-bois, dominé par les villes de Monistrol et Yssingeaux, au nord-est ;

Le Velay est entouré par les régions naturelles suivantes :
- au sud ouest par la Margeride ;
- à l'ouest par le Brivadois ;
- au nord par le Livradois et le Forez ;

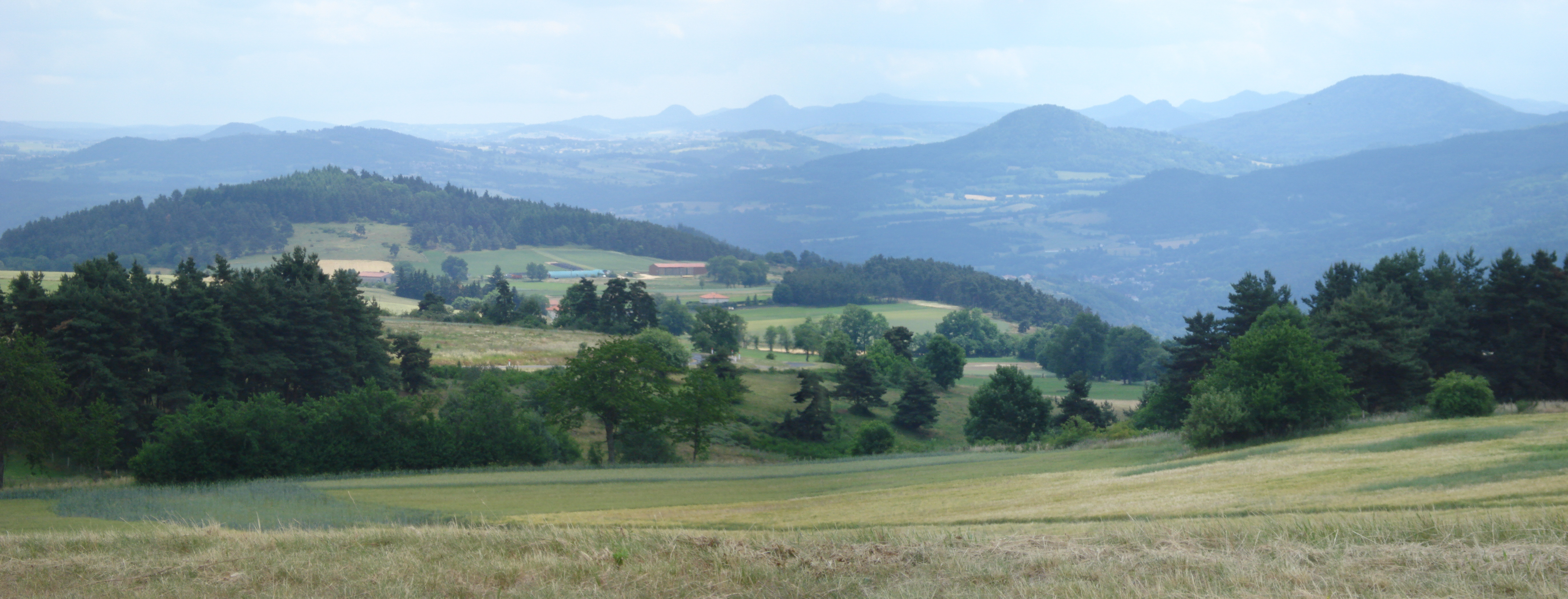
Saint-Maurice-de-Roche, panorama vers les monts du Velay

- à l'est par le Haut-Vivarais ;
- au sud-est par les Boutières.

## Culture et traditions

### Langue régionale

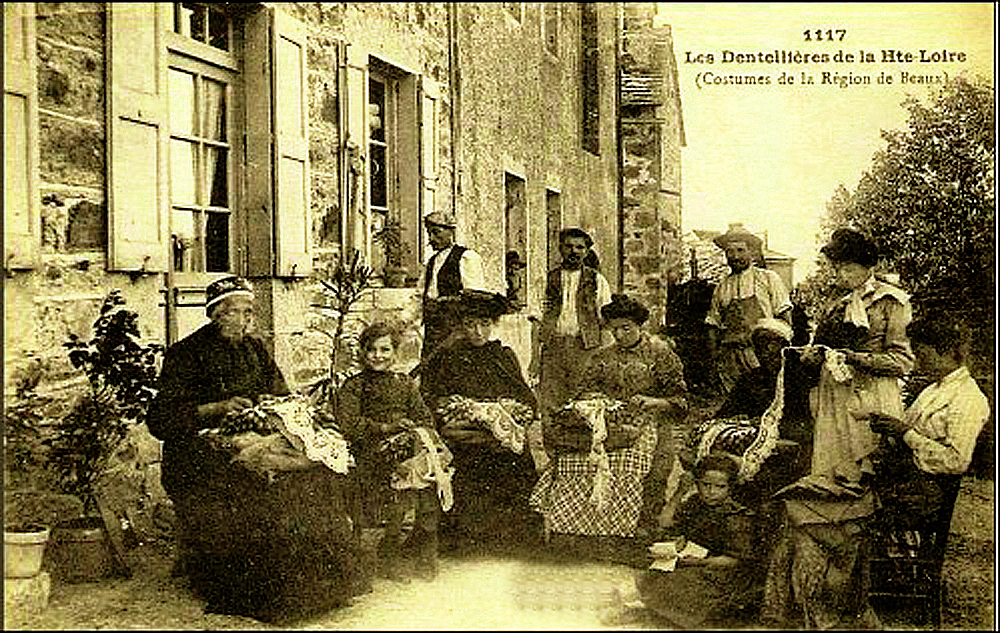
Dentellières du Velay en couvige

L'ensemble du Velay se trouve dans le domaine linguistique de l'occitan. Le Velay se situe au point de rencontre de plusieurs influences linguistiques : le languedocien au sud (Lozère), le francoprovençal à l'est (Loire), et son parler partage avec l'auvergnat septentrional la caractéristique de palatalisation de ca- et ga- latins.
La classification initiée au XIXe siècle, développée par Jules Ronjat dans les années 1920 et reprise par certains linguistes de l'école occitane  distingue un occitan de type auvergnat pour la partie ouest, et un  occitan de type vivaro-alpin pour la partie est. Pierre Bonnaud,  découpe le type auvergnat en quatre sous-types. Les quatre nuances dialectales obtenues sont précisées ci-dessous:

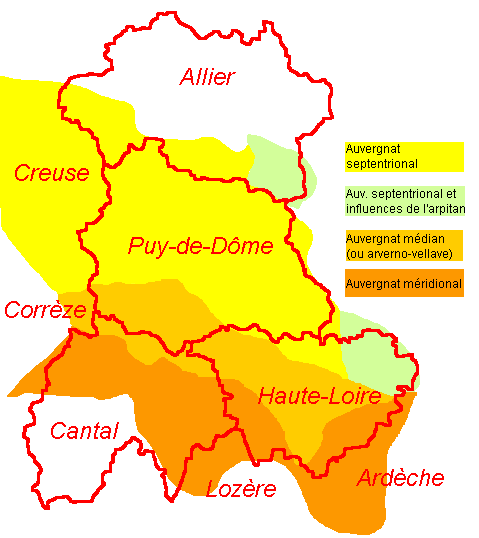
Aires géographiques simplifiées des nuances dialectales de l'auvergnat d'après P. Bonnaud

1. Est/Nord-est : à l'est d'une ligne Saint-André-de-Chalencon, Retournac, Bessamorel, Fay (régions de Bas-en-Basset, Monistrol-sur-Loire, Saint-Didier-en-Velay, Dunières) : les parlers possèdent des caractéristiques du type vivaro-alpin (premières personnes des verbes conjugués en ou/o, chute des occlusives intervocaliques).Pierre Nauton (de)  y note une importance significative de traits arpitans et parle d'une "amphizone". Pierre Bonnaud y voit le type auvergnat septentrional nuancé fortement par des traits francoprovençaux[8],[9].
2. au nord du Velay (région de Craponne-sur-Arzon), le dialecte traditionnel est l'auvergnat septentrional (variété de l'est). Cette zone linguistique se prolonge jusqu'à Tence et Yssingeaux[8]. Vinols au XIXe siècle notait[10] qu'on n'y parlait pas le "patois vellavien primitif [mais...] un patois dérivé de l'auvergnat" ...
3. l'« arverno-vellave », que Pierre Bonnaud qualifie d' "'auvergnat médian dans sa variété orientale", ouvre un fuseau centre et ouest. Le trait distinctif est essentiellement le l intervocalique qui devient v.
4. le sud du Velay est l'aire de l'auvergnat méridional (variété de l'est). Celui-ci couvre les secteurs du Monastier-sur-Gazeille, de Costaros  et se prolonge vers Arlempdes, Pradelles (qui appartenaient au Vivarais) et la Montagne Ardéchoise.

Dans ces deux dernières variétés, une des particularités est que l'article défini prend plusieurs formes :
- au singulier: masculin : lou (lo en graphie occitane; sud du Puy), le (nord du Puy); féminin : la .
- au pluriel : lous (los en graphie occitane) et las devant les voyelles et les mots commençant par c, ch, f, p, t et loui et lai pour les autres. On dit ainsi loui soudards (les soldats), lai vachas (les vaches) mais lous chamis/los chamins...

La première et la troisième personne du pluriel des verbes du présent réel se font en « -em » et « -an ». Au passé irréel elles se font en « -am » et « -an ». Cette forme principale est parlée dans les régions du Puy-en-Velay, d'Allègre, de Chambon-sur-Lignon et de Saint-Paulien. Cette dernière localité est d'ailleurs considérée par certains universitaires comme l'un des trois centres des variétés principales de l'auvergnat avec Saint-Flour et Clermont-Ferrand. Les innovations linguistiques provenant du centre directeur de Clermont-Ferrand, sont arrivées jusqu'à la région de Saint-Paulien mais n'ont pas dépassé le Puy-en-Velay.
Zone 5 : la zone des « parlers protestants » autour du Chambon-sur-Lignon. Ces parlers étudiés par Théodore de Félice sont considérés comme « conservateurs » par les linguistes : ils ont été peu influencés et ont des caractéristiques uniques dans la zone occitane dont la prononciation des r finals des infinitifs.[réf. nécessaire]
Le Puy est à la frontière des zones médiane et sud.
Plusieurs écrivains ont utilisé cette langue. On peut citer:
- XVIIIe siècle: l'imprimeur du roi au Puy et auteur de "comédies" Antoine Clet
- XXe siècle: Victorin Bonnefoi (1910 env) auteur de "chroniques patoises" du journal La Haute-Loire mettant en scène le quartier populaire du Pouzarot au Puy, Henri-Antoine Verdier de Taulhac auteur de chroniques dans L'Éveil de la Haute-Loire jusque dans les années 2000, Mile Touenabrus (Emile Brun) de Lantriac, Hervé Quesnel, Alphonse Boncompain[11], etc. Albert Boudon-Lashermes a choisi d'écrire en provençal.

### Traditions
L'identité vellave est bâtie sur le substrat de deux traditions culturelles réparties de part et d'autre du massif du Meygal.

« Ce petit peuple du Velay garde avec son nom son autonomie historique ; en lui s'exprime une des plus vivaces individualités de France. »

— Paul Vidal de La Blache, Tableau de la géographie de la France

## Histoire antique
Le peuple des Vellavi est mentionné par César en latin et par le "géographe" Strabon en grec
« le pays des Vellaves formait, à l'origine, une petite nation ligure dont Chapteuil fut la capitale, ou plus exactement le Capitole, car c'est ainsi que l'on nommait, avant l'arrivée des Gaulois, le lieu ou se trouvait à la fois le centre militaire et le centre religieux de la nation. Ce Capitole portait le nom de Vellavum, Vellavos, Vellaus ; comme M. Prou, directeur de l'École des chartes l'indique dans son ouvrage sur les Monnaies Mérovingiennes, cette forme laissant entendre que ‘la cité a pris son nom du peuple dont elle était la capitale' (Prou, LXVI)… Ainsi donc les habitants peuplant cette région se nommaient Vellavi, leur cité Vellavum, et leur nation Vellavia, qui a donné la forme Velay.

### LesVellavi
Comme tous les peuples européens, les Vellaves se sont formés de l'intégration de gens d'origines variées (peuplades préhistoriques peut-être, peuples indo-européens, Celtes puis Germains, …) mais les apports culturels de chacun, sans doute gardant une certaine proportionnalité avec le nombre d'individus intégrés à la population autochtone, n'eurent pas la même ampleur partout.
Avant et pendant l'Antiquité, un terme "vellaune" recouvre un peuple sur une large zone géographique :
« Si nous remontons jusqu'à l'époque ligure, les Vellaunes sont alors une des peuplades primitives de la ‘Gaule' ; ils occupent encore, à l'époque du géographe grec Ptolémée, le territoire limité au nord par le Forez et le Lyonnais, à l'est par l'Helvie, au sud par le Languedoc et la région d'Auch, englobant ainsi les pagi des Cadurques, des Rutènes et des Gabales. À l'ouest, ils se confondent avec les Arvernes… Strabon parle des Vellaunes, qui à l'origine ne formaient qu'un seul peuple avec les Arvernes : ‘Velauni, qui olim Arvernis adscibebantur'. Entre le Lyonnais, qui faisait alors partie du peuple ségusiave, et l'Helvie, qui suivait la fortune des Allobroges, les Vellaunes peuplaient encore la région d'Argental, le Valentinois, le Royans, le Vercors, l'Oisans, la Tarentaise. Une de ces peuplades des Alpes a également gardé le nom de Vellaunii. »
L'origine ligure des vellaunes et leur extension territoriale sont encore attestées par « la persistance des noms ligures dans le pays : ‘la toponymie des noms de lieu, écrit Gimon, tend de plus en plus à prouver que la plupart de nos localités, sources, rivières et montagnes portent des noms à radicaux ligures… .' » « La région ou les radicaux ligures sont particulièrement abondants s'étend des Alpes-Maritimes et du Var (pays des Vellaunes) jusqu'aux Hautes-Alpes, à la Drôme, au Velay, au Languedoc… »
Déchelette et Gimon insistent sur les différences culturelles de ces régions ligures par rapport à celles du reste de la Gaule : « le mode de sépulture n'est pas le même, l'industrie diffère totalement, l'art se rapproche de l'art italien ou sicilien et se différencie nettement de l'art celte. »
Les Arverno-Vellaunes seraient donc un groupe ligure différencié des Sicules (siciliens et Apuliens) et des Élésyques (Provence et Languedoc), et eux-mêmes « subdivisés en Arvernes, Vellaves, Rutènes, Gabales, Cadurques, Valentinois ».
« Si les Arvernes, Ruthènes, Gabales, Cadurques, Vellaves et Séguso-Vellaves, ainsi que les Vellaunes alpins firent partie à l'époque ligure du même peuple arverno-vellaune, il y avait longtemps, lorsque César envahit la Gaule, que chacun de ces peuples formait un pagus bien distinct » quoique liés devant le danger en une « Confédération arverne ». 
Après la défaite du roi Bituit, régnant en Arvernie, contre les Romains à Tain, la « confédération des Arvernes fut réduite à ses éléments de la rive droite du Rhône et comprit encore les Cadurques, Ruthènes, Gabales, Arvernes et Vellaves ».
À l'époque romaine, « la population était presque entièrement ligure ou gauloise, l'élément romain y étant resté insignifiant ».
« Quant à l'apport barbare (des grandes invasions), Francs, Burgondes, Alamans, on peut le considérer comme à peu près nul en Velay (Grégoire de Tours et Fustel, II, 455) », mais pas totalement :
Après celle du IIIe siècle, les Vandales firent une seconde irruption en Velay en 406, commandés par leur roi Crocus, et « renforcés de Suèves, d'Alains et de Burgondes. Une bande de ces derniers resta, semble-t-il, dans le pays. Elle a laissé son nom à Vergongeon, qui est nommé en 1220 ‘villa de Burgondione' et que nos paysans appellent encore en patois Bourgoundzu ; elle l'a laissé également à Vergonges, Vergongeac » et à quelques familles tel  « Raymond Burgondion, sergent d'armes du Puy en 1373 (Monicat, Les grandes compagnies en Velay, p. 132) ou Jean et Jacques Bourgonhon en 1562 (Terrier de Saint Didier) ».
Puis en 532, les fils de Clovis envahirent l'Auvergne et le Velay. Bien que «  l'invasion franque, qui dans le nord eut une influence plus profonde, n'en eut aucune dans nos régions, ainsi que le constate Jullian, citant Grégoire de Tours et ses contemporains », cependant « ils séjournèrent quelque temps en Velay et en Brivadois » et y laissèrent quelques prénoms francs qui « sont devenus, plus tard, noms de famille (Adalbert, Adalard et surtout Baldo). L'étude de l'origine des noms de lieux vellaves permet même de se demander si les francs saliens, en se fixant sur notre sol, n'amenèrent pas avec eux d'autres barbares. Nous trouvons en effet, près d'Yssingeaux, un bourg d'Amavis, dont le nom nous vient des chamaves, peuple franc différent des saliens. »
Albert Boudon signale encore une influence vasconne :
En 613, Clotaire II reconstitue le royaume franc de Clovis que se partageait son père et ses oncles. Puis il cède à l'un de ses fils cadet, Caribert II, l'Aquitaine, la Vasconie vite étendue pour recouvrir le Toulousain, l'Angoumois, le Périgord, le Quercy, le Rouergue, le Gévaudan, l'Auvergne et le Velay. 
Eudes d'Aquitaine, petit-fils de Caribert II d'après la charte d'Alaon (un faux du XVIIe siècle) et duc d'Aquitaine selon la branche aînée des mérovingiens mais roi d'Aquitaine pour son peuple, Hunald Ier fils d'Eudes, Waïfre fils d'Hunald, ne cessèrent, grâce à la fidélité des populations de leur province, de défendre l'Aquitaine contre la double poussée des Wisigoths puis des Sarrasins au sud, et au nord des mérovingiens, bientôt remplacée dans leur désir d'expansion par la nouvelle dynastie régnante, les Carolingiens.
Est-ce à la suite de l'alliance des Vascons et des Aquitains dans leur combat contre les Wisigoths et les Carolingiens ? ou par les conquêtes de leur roi Yon ? ou par simple commerce que des Vascons s'établirent en Velay ? Toujours est-il qu'ils « laissèrent quelques nom de familles (Bayon à Saint Didier-la-Séauve et Monistrol, Charre à Saint Clément et Borrée, Charret à Saint Pal en Chalencon) et de plus rares nom de terroir (Garay) (Longnon, II, 331) ».

### Leur cité
Dans l'antiquité, la ‘capitale' des Vellaves portait le nom de Vellavum, Vellavos, Vellaus. Cette ville fut longtemps identifiée avec Saint Paulien, qui était effectivement la ‘capitale' du Velay au IIe siècle. Pourtant Saint Paulien avait déjà un nom latin : Revessio, comme Anis s'appelait Anicium et Le Puy Podium. Vellavum fut distingué de Saint Paulien par le travail du docteur Olivier sur les monnaies mérovingiennes du Velay . 
Outre l'étude du docteur Olivier, Albert Boudon-Lashermes cite la liste des indices permettant d'identifier Vellavum avec Chapteuil, mais il faut préciser en préambule que du peuple ligure nous viendrait le mot ‘capitole', désignant le siège du gouvernement d'un peuple, nom que nous retrouvons dans chaque groupe ligure (le capitole de Rome, ceux de Narbonne, Carcassonne, Nîmes, Toulouse dans le royaume des élésyques, celui de Vellavum en Velay) :
1-	le nom Chapteuil dérive du latin ‘capitolium'. L'attestent bon nombre d'exemples cités avec leurs références à Narbonne (Capitolium en 1066, Capduel 1344, Capdeulh 1444, Capdeuil 1576), le Chapteuil de Montagrier (Capdolium en 1143, Capdolhium 1364, Chapdoill 1206, Chapdelh), Capdueil à Nîmes (Capitolio en 1007, Capitolium 1149, Capdueil 1560), Capdeuil à Berre en Provence. « Le mot latin capitolium donna en roman provençal captolium, que nos textes vellaves écrivent Captholium ou Captolhium (parchemin du 17 septembre 1398 servant de couverture au terrier d'Amavis, archives d'Yssingeaux), en français il donna capitale ».
2-	De tous ces documents, il ressort que chaque peuple ligure semble avoir eu son capitole, et qu'il y eut une tour antique, à côté de lui lorsqu'il était sur un point élevé ou en quelque éminence voisine sinon. L'enceinte de la cité s'étendait alors jusqu'à cette tour, qu'elle englobait dans ses remparts. À Chapteuil, le texte du répertoire des hommages dit justement : « la Comté de Velay, tour ruinée, paroisse de Saint Jullien Chapteuil ».
3-	Les ateliers monétaires sont situés à proximité des Capitoles, « or nous savons qu'en Velay les premiers ateliers monétaires ont été établis à Monedeyres, dans la paroisse et mandement de Chapteuil, en ce carrefour de Raffy, ou venant se croiser, devant la Fontaine Parlante, toutes les vieilles routes faisant communiquer l'ancien Velay avec le Forez, le Lyonnais, le Viennois, le Valentinois et le Vivarais. De même en Gévaudan, ces ateliers existèrent à Bannassac, au pied même de Montferrand, capitale des comptours gabales ».
4-	Le titre de comptour du Velay n'était porté que par la famille de Capdeuil ou Chapteuil. Les évêques du Puy ne le reprirent qu'à leur extinction.
5-	Chapteuil est attesté comme chef-lieu de la Comté de Velay :
- ‘la compté de Velay, paroisse de Saint Jullien Chapteuil' (Fiefs mouvants de l'évéché du Puy, père Cazalède)
- ‘la comté de Chapteuil' (acte de ventilation du fief de Mazengon, AD, et autres références dans les AD, série B)
- ‘l'évêque, comte de Chapteuil et de Velay' (id, VII, 168)
- « Odo de Gissey dira également (p521) ‘Episcopus Aniciensis, Comes Vellavia, Comptor de Capdolio' »
- « Jusqu'au XVIIIe siècle, le premier magistrat consulaire de Chapteuil s'intitulait encore ‘maire de la Comté de Chapteuilh' (AD, 20.05.1702).

Chapteuil, capitale antique du Velay, plus tard siège de son Comté et résidence de ses comptours, dut successivement céder le pas à Anis (Ier siècle) et Revessio (IIe siècle). Il resta cependant, semble-t-il, le chef-lieu militaire du pays car, au VIe siècle, ce fut de Vellavum qu'Ilpize (Illidium) partit avec son armée pour secourir Brioude, attaquée par les burgondes (Grégoire de Tours).
Le Puy Sainte Marie, rebaptisé Le Puy en Velay deviendra ensuite et restera la cité des Vellaves, siège des évêques comtes du Velay.

## Histoire
Sous les mérovingiens, le Velay ne reconnaît vraisemblablement pas Dagobert Ier et ses successeurs comme roi, mais les « princes » d'Aquitaine que sont :
- Eudes, né vers 660 et mort en 735, dont la royauté sur l'Aquitaine est reconnue en 717 par Chilpéric II (roi de Neustrie avant de l'être de tous les francs en 719), mais pas par Charles Martel ;
- Hunald ou Hunold, fils d'Eudes, à qui Charles Martel dut se résigner à laisser l'Aquitaine, semble-t-il sous condition d'un hommage à sa personne et à ses fils (et non au roi) ;
- Son fils Waïfre enfin, assassiné par des sbires de Pépin le Bref le 2 juin 768.

Enfin maître de l'Aquitaine, Charlemagne désignera son fils Louis comme roi d'Aquitaine en 781 et la divisera en 14 comtés, dont le comté du Velay.
Sous les rois carolingiens, les ducs, comtes, vicomtes et viguiers ne sont d'abord que des fonctionnaires royaux nommés. Le roi contrôle leurs actes.
Comtes du Velay :
- Buhl, Bulus ou Bullio est nommé comte du Velay par Charlemagne en 771 ;
- Rorice, fils de Rorice comte du Maine est nommé comte du Velay à la mort de Bulus en 792. Élu par le diocèse, il cumulera cette fonction avec celle d'évêque du Puy à la mort de l'évêque Basile ;
- Saint Guillaume d'Orange au Court Nez, dit de Gellone (dynastie guilhémide) est comte du Velay, il est également comte de Toulouse en 790, marquis de Septimanie et comte de la marche d'Espagne ; il abdique en 806 ;
- Bérenger (dynastie unrochide), par ailleurs duc de Septimanie et comte de Toulouse, est comte de Velay et Brivadois, il reconstruit avant 826 les fortifications de Brioude détruites par les sarrasins et fonde les deux chapitres de Brioude et Victoriac. Il meurt vers 835/7.

Depuis lors, les comtés d'Auvergne et de Velay seront réunis sous un même comte, mais la succession de Louis le Pieux sur le royaume d'Aquitaine ne se fait pas sans heurts car deux de ses fils, Charles le Chauve et son demi-frère Pépin Ier s'affrontent; d'où la liste des comtes d'Auvergne et du Velay :
- Gérard et Guillaume (le plus souvent cités comme neveux de Guillaume d'Orange, dynastie guilhemide). Gérard est tué en 841 à la bataille de Fontenay ;
- Guillaume seul, survivant à son frère Gérard de 841 à 845/6 ;
- mais évincé par Arvée, partisan de Pépin d'Aquitaine, entre 843 et 845 ;
- Bernard Ier (fils de Gérard ou de Guillaume), jusqu'à sa mort en 868 ;
- mais évincé par Etienne, fils d'Arvée ou Hervé, vers 860 jusqu'en 863 ;
- Garin, comte d'Auvergne en 868, (fils de Bernard ou d'Adalard comte de Châlon, ) décédé en 869 ;
- Bernard Plantevelue, beau-frère de Garin et petit-fils de Guillaume d'Orange, jusqu'à sa mort en 885/6. Il est par ailleurs gouverneur d'Aquitaine pour Louis II dès 867 et à la tête de nombreux autres comtés.

Se fait alors sentir sur la nomination des comtes d'Auvergne et du Velay la lutte de pouvoir entre les carolingiens et des robertiens, les carolingiens favorisant les comtes de Poitiers (guilhémides) et les robertiens favorisant les comtes de Toulouse (dynastie raymondine) :
- Guillaume le Pieux, fils de Bernard Plantevelue, par ailleurs marquis de Gothie en 885 et duc d'Aquitaine en 893, jusqu'à sa mort en 918. Il fut aussi abbé laïc de Saint Julien de Brioude où il fut inhumé. Vers 892/3 cependant, le roi Eudes (robertien), l'évinca puis le rétablit dans ses fonctions ;
- Guillaume II Le Jeune, neveu de Guillaume le Pieux et duc d'Aquitaine, jusqu'en 926. Avec son consentement, le 8/4/924, le roi Raoul (dont la femme est une robertienne) fait donation à Adalard, évêque du Puy, le bourg contigu à l'église de Notre Dame du Puy, avec tout ce qui y appartenait au comte de Velay et dépendait de son pouvoir : les droits de marché, de douane, de monnaie, de ressort, etc. Il était également abbé séculier de Saint Julien de Brioude ;
- Acfred, frère de Guillaume II Le Jeune, entre 926 et 927/8 ;
- Ebles Manzer de Poitiers (guilhémide d'Aquitaine) fils de Ramnulf II, institué héritier par son cousin Acfred ;
- Raymond III Pons de Toulouse (dynastie raymondine) est nommé en 932 duc d'Aquitaine, comte d'Auvergne et du Velay par le roi Raoul, qui a dépossédé de ses biens Ebles Manzer de Poitiers qui avait refusé de le reconnaître. En 938, Guillaume Tête d'Etoupe, fils de Ebles Manzer, sera aussi dépouillé de ses biens par Hugues Le Grand (dynastie robertienne) ;
- Guillaume Tête d'Étoupe (Ier de Poitiers et III d'Aquitaine) est nommé comte d'Auvergne et du Velay par le roi Lothaire (carolingien) qui a repris ces deux comtés en 951, en remerciement de la fidélité de Guillaume au roi Louis d'Outre Mer, père de Lothaire ;
- Guillaume Fier à Bras (II de Poitiers et IV d'Aquitaine), fils de Guillaume Tête d'Etoupe, est comte d'Auvergne et du Velay en 963. Il refuse en 987 de reconnaître son beau-frère Hugues Capet (robertien), fils de Hugues Le Grand, comme roi de France ;
- Guillaume Taillefer de Toulouse, descendant de Raymond-Pons, appelé par Hugues Capet, récupère ces deux comtés vers 970.

Les comtés d'Auvergne et du Velay resteront sous la suzeraineté des comtes de Toulouse, les comtes de Toulouse les cédant néanmoins en fief à des comtes d'Auvergne :
- Gui Ier (dynastie d'Auvergne), alors vicomte de Clermont, reçoit en fief en 979 de Guillaume Taillefer les comtés d'Auvergne et du Velay. Hugues Capet fut élu roi en 987, mais le Velay ne le reconnut pas immédiatement. Gui décède vers 989 ;
- Guillaume (IV comme vicomte de Clermont ou Ier comme comte d'Auvergne), frère de Gui. Guillaume est probablement décédé avant 1016 ;
- Robert Ier, comte d'Auvergne et du Velay ;
- Guillaume V ou II, son fils, lui succéda en 1037 et mourut vers 1064 ;
- Robert II, son fils, comte d'Auvergne, du Velay et du Gévaudan, mort en 1096 ;
- Guillaume VI ou III, son fils, rentré de la première croisade, lui succéda en 1096 ;
- Guillaume Le Vieux, second fils de Guillaume III, lui succéda dans le comté de Velay tandis que son frère Robert III succéda à Guillaume III dans le comté d'Auvergne ;
- Guillaume VII ou IV Le Jeune, fils de Robert III, qui dut partager ses comtés avec son oncle Guillaume Le Vieux, qui lui laissa le titre de comte du Puy ou du Velay. Leur querelle engagea le roi d'Angleterre, alors suzerain d'Aquitaine par sa femme, en 1167, à venir en Auvergne. Guillaume Le Jeune se mit sous sa protection pour récupérer le comté d'Auvergne usurpé par son oncle, tandis que ce dernier se plaça sous la protection du roi de France Louis VII Le Jeune.

Il semble que le roi confisqua alors le comté du Velay à Guillaume Le Jeune pour le réunir aux domaines des évêques du Puy.

### Évêques comtes du Velay
Les évêques du Puy cumuleront alors les deux fonctions : ils recevront notamment l'hommage pour la vicomté de Polignac et la Baronnie de Saint-Vidal, mais il n'y a pas de preuve qu'ils prirent le titre de comte du Velay avant 1405 (pour ne pas froisser les Chapteuil, comptour du Velay, conjecture Albert Boudon-Lashermes, ni les vicomtes de Polignac, avance JAM Arnaud dans leur « histoire du Velay » respective).

### Vicomtes du Velay
À partir du XIe siècle, on trouve une famille titrée vicomte du Velay qui est connue sous le nom de sa capitale, Saint-Paulien, et dont croit qu'elle est un rameau de l'antique famille de Chapteuil. Par la suite, la vicomté du Velay a été apportée aux comtes de Barcelone.

### Le diocèse-comté du Puy
À partir du Xe siècle, le Velay devient comté évêché, sous domination royale, au profit de l'évêque du Puy qui porte le titre de comte et dont la ville devient la nouvelle capitale du Velay. Le Brivadois faisait partie du diocèse de Clermont puis de celui de Saint-Flour jusqu'à 1789.

### États du Velay
Comme l'Auvergne, le Velay est un pays d'état. Après son intégration au royaume de France, le Velay est rattaché à la province du Languedoc et à la sénéchaussée de Beaucaire. Le pays est représenté aux assemblées du Languedoc, mais est régi pour ses affaires internes par une assemblée annuelle propre : les États du Velay. La vie politique du Velay est régulièrement marquée par les luttes de pouvoir entre l'évêque et la noblesse.
La période des guerres de religion est particulièrement troublée et violente. La ville même du Puy reste ancrée dans le camp catholique alors que les terres environnantes, tout du moins aux confins avec le Vivarais, adhèrent assez souvent à la Réforme.

### Le département de la Haute-Loire
Dans l'ensemble, la Révolution française est plutôt mal perçue par la population vellave qui reste très attachée à ses valeurs religieuses et qui n'a pas apprécié les violences et les dévastations des envoyés de la Convention. Par la suite, le peuple restera pendant très longtemps rebelle à la République.
L'actuel département de la Haute-Loire correspond à un assemblage entre le Velay historique, lui-même rattaché à la province du Languedoc, des terres de la province d'Auvergne, dans l'arrondissement actuel de Brioude, à l'exception du canton de Saugues, lui aussi Languedocien (Gévaudan), une frange de l'ancien Vivarais (actuel canton de Pradelles), et quelques portions de territoires de la province du Lyonnais, via le Forez, dans le nord est du département.

### Le Velay aujourd'hui
Le terme Velay est encore bien présent aujourd'hui dans l'organisation administrative du département de la Haute-Loire :
- 4 communes comportent l'expression en-Velay dans leur dénomination : Le Puy-en-Velay (depuis 1988), Arsac-en-Velay, Montfaucon-en-Velay et Saint-Didier-en-Velay.
- 3 communautés de communes font mention de leur appartenance au Velay dont deux de manière explicite : Communauté de communes Marches du Velay-Rochebaron, Haut Pays du Velay communauté et Communauté d'agglomération du Puy-en-Velay.
- 1 structure de regroupement de collectivités locales françaises (Pays) porte le nom de Pays du Velay.
- 6 cantons font également référence au Velay dont 2 de manière explicite (Canton du Velay volcanique, Canton du Plateau du Haut-Velay granitique) plus les 4 cantons du Puy-en-Velay renommés en 2015 Canton du Puy-en-Velay-1, Canton du Puy-en-Velay-2, Canton du Puy-en-Velay-3 et Canton du Puy-en-Velay-4.

#### Témoignages littéraires
- Jules Vallès, L'Enfant (1872), Gallimard, Folio, 1974
- Robert Louis Stevenson, Voyage avec un âne dans les Cévennes (1879), Toulouse, Privat, 2002
- Jules Romains, Cromedeyre-le-Vieil, Paris, Gallimard, 1952
- Jules Romains, Journées dans la montagne, Paris, Flammarion, 1946

#### Monographies
- [Arsac 1982/1984] Jean Arsac, « Les noms de rivières et de ruisseaux (essai d'hydronymie vellave) », Cahiers de la Haute-Loire, Le Puy-en-Velay,‎ 1982, 1983, 1984.
- [Barral 2000] Xavier Barral i Altet, La cathédrale du Puy, Paris / Mila, Éd. du patrimoine / Skira, 2000.
- [Bore 2017] René Bore, « En marge des campagnes militaires de Louis XIV, les muletiers du Velay dans la guerre du Piémont (1693) », Cahiers de la Haute-Loire, Le Puy-en-Velay,‎ 2017[n 1].
- [Bore 2018] René Bore, « Le Velay en lutte contre la propagation de la peste de Marseille (1721-1722) », Cahiers de la Haute-Loire, Le Puy-en-Velay,‎ 2018.
- [Boudon 1930] Albert Boudon-Lashermes, Les Vigueries carolingiennes dans le diocèse du Puy, Inssingeaux, 1930 (réimpr. Imprimerie nouvelle, Le Puy, 1930 ; L'Éveil de la Haute-Loire, Le Puy-en-Velay, 1979), 239 p..
- [Boulet 2003] François Boulet, « L'État d'esprit en Haute-Loire, 1940-1944 : des refuges aux maquis », Cahiers de la Haute-Loire, Le Puy-en-Velay,‎ 2003.
- [Bracco 1991] Jean-Pierre Bracco, « Le Paléolithique supérieur du Velay (Massif Central, France). Habitats, circulations et phases de peuplement », Bulletin de la Société préhistorique française, vol. 88, no 4,‎ 1991, p. 114-121 (lire en ligne).
- [Bruand 2018] Sylvain Bruand, « Une introduction au Velay médiéval : la comptabilité des évêques du Puy (1343-1435) », Cahiers de la Haute-Loire, Le Puy-en-Velay,‎ 2018.
- [Chafchafi 1997] Ahmed Chafchafi, Le Velay septentrional, morphogenèse et morphostructure, Saint-Étienne, Presses universitaires, coll. « Études foréziennes », 1997.
- [Charreyron 1990] Gilles Charreyron, Politique et Religion. Protestants et catholiques de la Haute-Loire, Clermont-Ferrand, Presses de l'Université Blaise-Pascal, coll. « Études sur le Massif central », 1990.
- [Chaurand 1980] Jacques Chaurand, « La représentation d'un village vellave au XIXe siècle d'après La Béate d'André Giron (1884) », Cahiers de la Haute-Loire, Le Puy-en-Velay,‎ 1980 (lire en ligne).
- [Chervalier 1981] Jean Chervalier, « Les chaumières du Velay de 1650 à nos jours », Cahiers de la Haute-Loire, Le Puy-en-Velay,‎ 1981 (lire en ligne).
- [Conterie 1989] Françoise de la Conterie, Les noms de lieux en ac dans l'ancien diocèse du Puy, 1989, 292 p..
- [Crémilleux 1981] André Crémilleux, « Plantes, pierres et bêtes pour soigner dans le Haut-Velay », Cahiers de la Haute-Loire, Le Puy-en-Velay,‎ 1981 (lire en ligne)
- [Crémillieux et al. 2003] André Crémillieux, Philippe Moret, Auguste Rivet et Pierre Burger, Voyage au pays des béates, Clermont-Ferrand, éd. de Borée, 2003.
- [Darbeda 2005] Antoine Darbeda, « Le culte impérial chez les Vellaves d'après les inscriptions latines », Cahiers de la Haute-Loire, Le Puy-en-Velay,‎ 2005.
- [Faure 2005] Adrien Faure, Jules Vallès et la Haute-Loire, éd. du Roure, 2005 (ISBN 2906278564, présentation en ligne).
- [Fel & Bouet 1983] André Fel et Guy Bouet, Atlas et Géographie du Massif central, Paris, Flammarion, coll. « Portrait de la France moderne », 1983.
- [Fournier 1998] Mauricette Fournier, Les Dynamiques industrielles d'une moyenne montagne : innovations, initiatives en Auvergne et Velay, Clermont-Ferrand, Publications de la Faculté des lettres, 1998.
- [Granier, Hédouville & Hugon 1996] Christophe Granier, Jean de Hédouville et Sylviane Hugon (éd.), Atlas pratique de la Haute-Loire, Le Puy-en-Velay, coll. « Cartographie & Décision », 1996.
- [Lagier 1979] René Lagier, « Une institution vellave : les Béates », Cahiers de la Haute-Loire, Le Puy-en-Velay,‎ 1979 (lire en ligne).
- [Lascombe 1872] Adrien Lascombe, « M. de Thou dans le Velay, en 1582 », Tablettes historiques du Velay, Le Puy-en-Velay,‎ 1872 (lire en ligne).
- [Lauranson-Rosaz 1987] Christian Lauranson-Rosaz, L'Auvergne et ses marges (Velay, Gévaudan) du VIIIe au XIe siècle. La fin du monde antique ?, Le Puy-en-Velay, éd. des Cahiers de la Haute-Loire, 1987 (réimpr. 2007).
- [Lauranson-Rosaz 2005] Christian Lauranson-Rosaz, « De l'ancienne à la nouvelle noblesse : les milites du XIe siècle vellave », Cahiers de la Haute-Loire, Le Puy-en-Velay,‎ 2005.
- [Lebeau et al. 1970] René Lebeau (dir.), Atlas et Géographie de la région lyonnaise, Paris, Flammarion, coll. « Portrait de la France moderne », 1970.
- [Maillebouis 1992] Christian Maillebouis, La chronique « Deschomets » de Mazelgirard, près de Tence, en Velay, Mazet-Saint-Voy, 1992, 160 p..
- [Maillebouis 2005] Christian Maillebouis, La Montagne protestante, pratiques chrétiennes sociales dans la région du Mazet-Saint-Voy. 1920-1940, Lyon, Éditions Olivétan, 2005, 212 p..
- [Maillebouis 2016] Christian Maillebouis, « Le plateau du nord Mézenc, terre d'élection du darbysme français », Cahiers de la Haute-Loire,‎ 2016, p. 211‑261.
- [Maillebouis & Perre 2019] Christian Maillebouis et Didier Perre (préf. Patrick Cabanel), « Complaintes des huguenots en Velay : Mazet-Saint-Voy, 1776-1838 », Cahiers de la Haute-Loire, Le Puy-en-Velay,‎ 2019.
- [Mazataud 1987] Pierre Mazataud, Géopolitique d'une région : l'Auvergne, Nonette, Créer éd., 1987.
- [Merley 1965] Jean Merley, « Le Velay dans la première partie du XVIIIe siècle, les mandements vellaves et l’enquête de 1734 sur la capitation », Cahiers de la Haute-Loire, Le Puy-en-Velay,‎ 1965 (lire en ligne).
- [Merley 1972] Jean Merley, L'industrie en Haute-Loire de la fin de la monarchie de Juillet aux débuts de la Troisième République, Lyon, éd. du Centre d'histoire économique et sociale de la région lyonnaise, 1972.
- [Merley 1974] Jean Merley, La Haute-Loire, de la fin de l'Ancien Régime aux débuts de la Troisième République (2 vol.), Le Puy-en-Velay, 1974.
- [Moret 2022] Madeleine Moret, « De Bouchacourt à Bou-Chakour, un peintre du Velay vers 1900 », Cahiers de la Haute-Loire, Le Puy-en-Velay,‎ 2022[33].
- [Nicolas 1978] Roger Nicolas, « La répartition géographique de l’habitat rural dans le Velay sud-oriental en 1936 », Cahiers de la Haute-Loire, Le Puy-en-Velay,‎ 1978 (lire en ligne).
- [Nicolas 1979] René Nicolas, « Les transformations du paysage agricole en Velay de 1570 au début du XIXe siècle », Cahiers de la Haute-Loire, Le Puy-en-Velay,‎ 1979 (lire en ligne).
- [Perbet 1982] Alexandre Perbet, Chamalières et ses entours en Velay, éd. Jeanne-d'Arc, 1982, 337 p..
- [Perrel 1981] Jean Perrel, « Le Velay dans le domaine royal : une histoire de dupes, par quel subterfuge le Velay s'est trouvé dans le domaine royal (1213) », Cahiers de la Haute-Loire, Le Puy-en-Velay,‎ 1981 (lire en ligne).
- [Rémy 1995] Bernard Rémy, Inscriptions latines d'Aquitaine : Vellaves, Bordeaux, éd. Ausonius, 1995.
- [Rivet 1979] Auguste Rivet, La Vie politique dans le département de la Haute-Loire de 1815 à 1974, Le Puy-en-Velay, éd. des Cahiers de la Haute-Loire, 1978.
- [Rivet 2001] Auguste Rivet (dir.), 1900-2000, un siècle en Haute-Loire, Le Puy-en-Velay, éd. des Cahiers de la Haute-Loire, 2001.
- [Rivet 2004] Auguste Rivet (dir.), Politique nationale et Politique locale en Haute-Loire, XIXe siècle-XXe siècle, Le Puy-en-Velay, éd. des Cahiers de la Haute-Loire, 2004.
- [Sabatier 1965] Gérard Sabatier, « La crise économique de 1709 en Velay », Cahiers de la Haute-Loire, Le Puy-en-Velay,‎ 1965 (lire en ligne).
- [Sabatier 1975] Gérard Sabatier, « Les mesures anciennes en Velay, éléments pour une métrologie d'Ancien Régime », Cahiers de la Haute-Loire, Le Puy-en-Velay,‎ 1975 (lire en ligne).
- [Sabatier 1981] Gérard Sabatier, « Économie et vie paysanne en Velay aux XVIIe siècle et XVIIIe siècle, le domaine de l’Hôtel-Dieu au Poux », Cahiers de la Haute-Loire, Le Puy-en-Velay,‎ 1981 (lire en ligne)
- [Sabatier 1988] Gérard Sabatier, Le Vicomte assailli. Économie rurale, seigneurie et affrontements sociaux en Languedoc des montagnes (Velay, Vivarais, Gévaudan) aux XVIIe siècle et XVIIIe siècles, Saint-Vidal, éd. du Centre d'étude de la vallée de la Borne, 1988.
- [Sagnard 2013] Jérôme Sagnard, Le Velay en 200 questions, éd. Alan Sutton, 2013.
- [Sagnard & Latta 2013] Jérôme Sagnard et Claude Latta, Noël Jourda de Vaux maréchal de France (1705-1788) Un gentilhomme vellave au service du roi, éd. du Roure, 2013, 32 p. (ISBN 9782919762156, présentation en ligne).
- [Simonnet 1975] Louis Simonnet, docteur en archéologie, « Les puits funéraires gallo-romains en Velay et à Saugues (1ère partie) », Cahiers de la Haute-Loire, Le Puy-en-Velay,‎ 1975 (lire en ligne).
- [Simonnet 1976] Louis Simonnet, « Les puits funéraires gallo-romains en Velay et à Saugues (Gévaudan - 2e partie) », Cahiers de la Haute-Loire, Le Puy-en-Velay,‎ 1976 (lire en ligne).
- [Simonnet 1979] Louis Simonnet, « Aspects de la vie rurale en Velay dans l'Antiquité », Cahiers de la Haute-Loire, Le Puy-en-Velay,‎ 1979 (lire en ligne).
- [Simmonet 1984] Louis Simmonet, « Le Peuplement dans l'Antiquité en Velay. Occupation des sols et économie », Cahiers de la Haute-Loire, Le Puy-en-Velay,‎ 1984.
- [Truchard du Molin 1869] Romain Truchard du Molin, « Les baronnies du Velay », Revue nobiliaire, héraldique et biographique, t. 7,‎ 1869, p. 337-358, 402-428, 433-452, 481-505 (lire en ligne)
- [Maillebouis 1999] Christian Maillebouis, « Réflexions sur la pénétration de la réforme dans le Velay (1530-1560) », Cahiers de la Haute-Loire, Le Puy-en-Velay,‎ 1999
- [Catarina 2000] Didier Catarina, « Les mandements du Velay : essai de géographie (illustré d'une carte) », Cahiers de la Haute-Loire, Le Puy-en-Velay,‎ 2000
- [Féminier 2000] Bernard Féminier, « Agronomes et agriculteurs progressistes en Velay au XIXe siècle (dont Charles Calemard de Lafayette) », Cahiers de la Haute-Loire, Le Puy-en-Velay,‎ 2000
- [Poble 2024] Pierre-Éric Poble, « Dynamiques médiévales en Velay : le Pays des Sucs et Yssingeaux du Ve siècle au XIIe siècle », Cahiers de la Haute-Loire, Le Puy-en-Velay,‎ 2024
- [Sauzaret 2024] Thibault Sauzaret, « De Frison-Roche à Boudon-Lashermes, les Garamantes en Velay, une histoire fantasmée », Cahiers de la Haute-Loire, Le Puy-en-Velay,‎ 2024
- [Sauzet 1837] Charles Sauzet, « Mémoire sur les origines étymologiques du Velay : par M. l'abbé Sauzet, curé de Loudes », Annales de la Société d'agriculture, sciences, arts et commerce du Puy,‎ 1837 (lire en ligne)
- [Mandet 1837] Francisque Mandet, « Guerres civiles, politiques et religieuses dans le Velay », Annales de la Société d'agriculture, sciences, arts et commerce du Puy,‎ 1837 (lire en ligne)
- [Ghitti 2025] Jean-Marc Ghitti, « Le Mézenc sous le regard géographique : Vidal de la Blache et le Velay », Les Cahiers du Mézenc, Privas, t. cahier no 37,‎ 2025

#### Contes et légendes
- Christian Assezat et Jean-Baptiste Martin, Le Velay : contes, légendes, récits, chansons, éditions de Trévoux, 1983

#### Dictionnaire
- Claudine Fréchet et Jean-Baptiste Martin, Dictionnaire du français régional du Velay, éditions Bonneton, 1998

#### Périodiques
- Cahiers de la Haute-Loire, Le Puy-en-Velay, Ass. des Cahiers de la Haute-Loire (annuels)
- Bulletin de la Société Académique du Puy-en-Velay et de la Haute-Loire, Le Puy-en-Velay, imp. Jeanne d'Arc